# Report Definition Language
Report Definition Language (RDL) ist ein von Microsoft vorgeschlagener Standard zur Definition von Reports.
RDL ist eine XML-Anwendung, die vor allem in Microsoft SQL Server Reporting Services eingesetzt wird. Normalerweise werden RDL-Reportbeschreibungen durch das "SQL Server’s Business Intelligence Studio" oder mit dem Visual Studio erstellt. Es gibt auch Entwicklungswerkzeuge anderer Hersteller, und es ist auch möglich, RDL manuell mit einem Texteditor zu schreiben. SQL Server Reporting Services und andere Reportanwendungen benutzen RDL, um Diagramme, Berechnungen, Texte, Bilder (über Links) und andere Reportobjekte zu definieren, und erzeugen Berichte in verschiedenen Formaten.
Eine typische RDL-Datei hat drei Abschnitte: 
- Parameter und Datenbankverbindungen – Parameter, die vom Benutzer eingegeben oder von anderen Anwendungen gefüllt werden können, und Datenbankverbindungen und -abfragen.
- Felddefinitionen – Erweiterte Attribute der Felder, die mit Formeln, dynamischen Daten oder Datenbankinhalten gefüllt werden.
- Seitengestaltung – Darstellung von Feldern, Bildern, Graphen, Tabellen.